# دايفيد هانت
دايفيد هانت (بالإنجليزية: David Hunt)‏ هو ممثل بريطاني، ولد في 1954 في المملكة المتحدة.

## أعمال

### أفلام
- (1988) البركة الميتة

## وصلات خارجية
- دايفيد هانت على موقع IMDb (الإنجليزية)
- دايفيد هانت على موقع قاعدة بيانات الفيلم (الإنجليزية)